# Killarney National Park
Killarney National Park är en nationalpark i republiken Irland. Den ligger i den sydvästra delen av landet, 270 km sydväst om huvudstaden Dublin. Arean är 103 kvadratkilometer.
Kustklimat råder i trakten. Årsmedeltemperaturen i trakten är 7 °C. Den varmaste månaden är juni, då medeltemperaturen är 13 °C, och den kallaste är januari, med 2 °C.